# إيفان بوشنياك
إيفان بوشنياك (بالكرواتية: Ivan Bošnjak)‏ (مواليد 6 فبراير 1979) هو لاعب كرة قدم. يلعب مع منتخب كرواتيا لكرة القدم. سبق له أن لعب في كأس العالم لكرة القدم مع منتخب بلاده.

## روابط خارجية
- إيفان بوشنياك على موقع الاتحاد الدولي (مؤرشف)  (الإنجليزية)
- إيفان بوشنياك على موقع اتحاد كرواتيا (الكرواتية)
- إيفان بوشنياك على موقع قاعدة بيانات كرة القدم.إي يو (الإنجليزية)
- إيفان بوشنياك على موقع ناشيونال فوتبول تيمز (الإنجليزية)
- إيفان بوشنياك على موقع عالم كرة القدم.نت (الإنجليزية)